# Bronsstrandlöpare
Bronsstrandlöpare (Bembidion virens) är en skalbaggsart som beskrevs av Leonard Gyllenhaal 1827. Bronsstrandlöpare ingår i släktet Bembidion, och familjen jordlöpare. Arten är reproducerande i Sverige.